# Ice Cube
O’Shea Jackson Sr., mer känd under sitt artistnamn Ice Cube, född 15 juni 1969 i Los Angeles i Kalifornien, är en amerikansk rappare, låtskrivare, skådespelare och regissör.
Jackson började sin karriär i hiphopgruppen C.I.A. 1984, som nådde kommersiell framgång fram till gruppens upplösning tre år senare. Ice Cube, tillsammans med Dr. Dre och Eazy-E bildade senare gruppen N.W.A, där han blev känd som gruppens primära låtskrivare och rappare. Gruppen anses vara upphovet till genren gangstarap.
Efter att Jackson lämnat N.W.A i december 1989, inledde han en framgångsrik solokarriär, med debutalbumet AmeriKKKa's Most Wanted (1990) och albumet Death Certificate (1991). Båda albumet har nått platinacertifiering i USA, och klassificeras som definierande album från 1990-talet. Hans framgång beror mycket på grund av hans politiska rap och texter, vilket har tjänat honom flera utmärkelser från olika publikationer och artister. Han är ofta sedd som en av de mest inflytelserika rapparna genom tiderna.
Efter att han släppt albumet Death Certificate, steg hans popularitet på grund av hans huvudroll i filmen Boyz n the Hood (1991), där han fick positiv kritik. Han skrev och spelade i Friday-filmserien, vilket bidrog till att starta hans skådespelar-karriär. Ice Cube har även haft roller i Barbershop, Ride Along och XXX-filmserien. Han har även producerat flera filmer, bland annat Straight Outta Compton, en biografisk film om N.W.A.
Som affärsman har Jackson sin egen klädlinje och även en 3x3 basketliga kallad BIG3, med övervägande pensionerade NBA-spelare.

## Tidigt liv

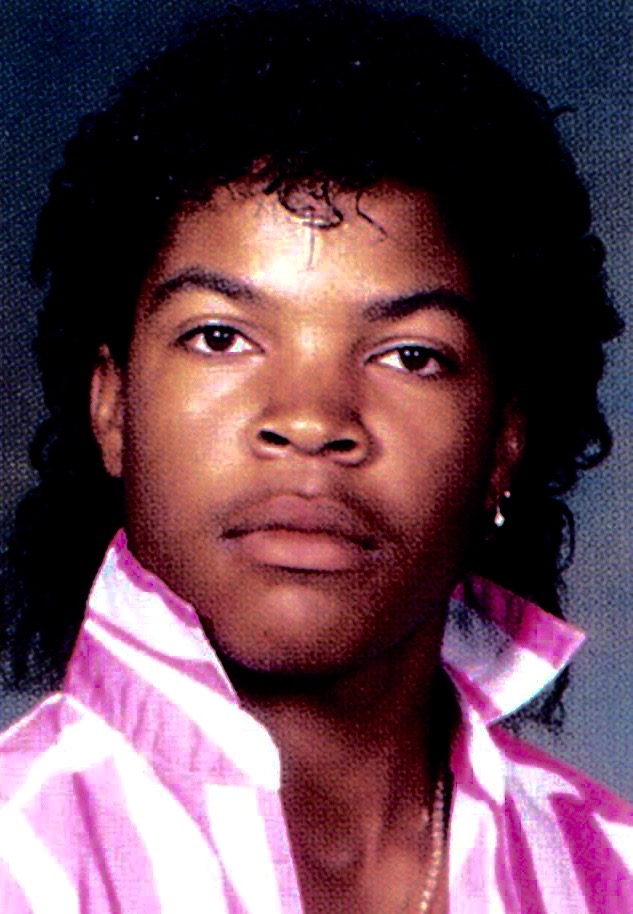
Ice Cube under high school, 1987.

O’Shea Jackson föddes den 15 juni 1969 i Baldwin Hills, South Central Los Angeles till Doris och Hosea Jackson. Han har en äldre bror och en styvsyster som mördades när Jackson endast var 12 år. Han är kusin till Teren Delvon Jones, mer känd under namnet Del tha Funkee Homosapien som är medlem i hiphopgruppen Hieroglyphics. I sina tidiga tonår blev Jackson intresserad av hiphopmusik och började skriva raptexter i skolan. Jackson skrev sin första låt i nionde klass sedan en vän, kallad "Kiddo", utmanade honom att skriva en låt under en lektion. Hans artistnamn kommer ifrån hans äldre bror som varnade honom "att han skulle slänga in honom i frysen, och göra honom till en iskub" (engelska: Ice cube). Han började senare använda detta namn.
Vid 16 års ålder sålde Jackson sin första låt till den framtida gruppmedlemmen Eazy-E. Han började senare på William Howard Taft Charter High School i Woodland Hills, Los Angeles. Han blev inskriven på Phoenix Institute of Technology i Phoenix, Arizona, i slutet av 1987. Då han även var intresserad av arkitektur, gick han på arkitektlinjen. Han tog examen året därefter och tog sig tillbaka till Los Angeles för att starta en rapkarriär. Då han inte var säker på att hans rapkarriär skulle fungera, skulle han bli arkitekt.
Tillsammans med sin vän Sir Jinx bildade han gruppen C.I.A., som uppträdde på fester anordnade av Dr. Dre. Dr. Dre började arbeta inom musikindustrin med electrogruppen World Class Wreckin' Cru. Dr. Dre såg då Jacksons potential som låtskrivare, och han hjälpte till att skriva låten "Cabbage Patch" med World Class Wreckin' Cru, och fick Jackson att samarbeta med duon Stereo Crew. Stereo Crew producerade en vinylskiva kallad "She's a Skag", släppt på Epic Records 1986.
Medan Dr. Dre DJ:ade på nattklubben Eve After Dark, rappade Jackson ofta över hans musik, ofta parodilåtar av andra artister. Ett exempel är "My Penis", en parodi på Run–D.M.C.'s "My Adidas". I en intervju med klubbägaren Alonzo Williams 2015, sa han att hans låtar skadade hans rykte, och Jackson blev ofta ombedd att inte uppträda.

## Musikkarriär

### N.W.A: 1986–1989

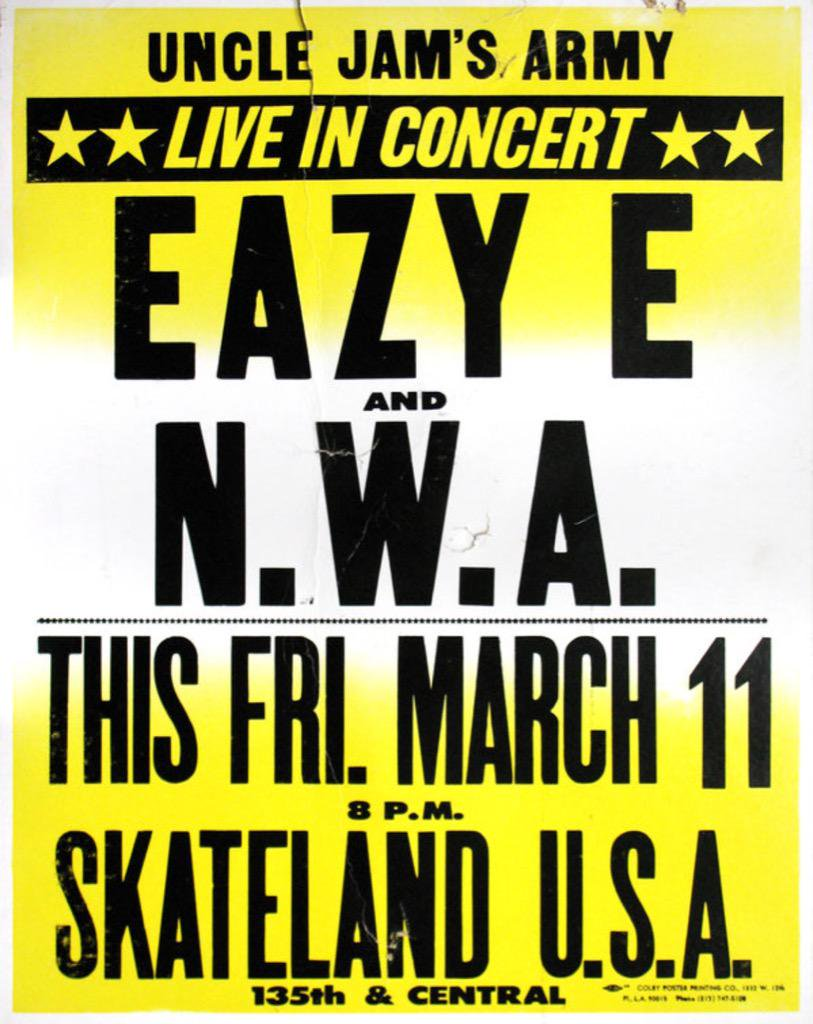
Affisch för en av N.W.A:s första konserter, 1988.

1987 släppte Jackson tillsammans med gruppen C.I.A. singeln "My Posse" som producerades av Dr. Dre. Efter samarbetet med Dr. Dre, visade Jackson texten till "Boyz-n-the-Hood" för Eazy-E, som egentligen var tänkt till annan musikgrupp. Även om Eazy-E egentligen avvisade låten, spelade de in låten till albumet N.W.A. and the Posse. Ice Cube var den enda medlemmen av gruppen som inte var från Compton i Kalifornien.
Jackson var vid denna tid en officiell medlem av N.W.A, tillsammans med endast Dr. Dre och MC Ren. Han skrev ungefär halva gruppens debutalbum Straight Outta Compton samt Eazy-E:s debutalbum Eazy-Duz-It från 1988. Han var endast betald 32 000 dollar och hans kontrakt sa inte heller att han var en officiell medlem av gruppen. I slutet av 1989 fick Jackson finansiella problem med gruppens manager Jerry Heller, på grund av kontraktet. Han lämnade gruppen i december 1989 och väckte sedan en privat rättegång mot Jerry Heller, som senare lades ner. På grund av att han lämnat N.W.A, dissade gruppen honom på EP:n 100 Miles and Runnin' och på gruppens andra studioalbum Niggaz4Life.

### Solokarriär: 1989–
1989 började Jackson spela in sitt debutsoloalbum, AmeriKKKa's Most Wanted i New York tillsammans med The Bomb Squad (Public Enemys produktionsteam). Albumet släpptes i maj 1990 och fick snabb framgång, och anses vara ett av de mest inflytelserika hiphopalbumen under 1990-talet. Albumet anses vara kontroversiell, och blev även anklagad för misogyni och rasism. Senare utsåg Jackson rapparen Yo-Yo (som finns med på AmeriKKKa's Most Wanted) som överhuvud för sitt skivbolag, och Jackson hjälpte henne att producera hennes debutalbum, Make Way for the Motherlode. Efter detta fick Ice Cube rollen som Doughboy i filmen Boyz n the Hood 1991 som regisserades av John Singleton. Samma år som debutalbumet släpptes, släppte Jackson den EP:n Kill at Will, som sålde bra, och blev den första hiphop-EP:n att sälja platina.
Hans andra album Death Certificate släpptes 1991. Albumet betraktades som mer fokuserat än debutalbumet, och även mer kontroversiellt. Kritiker anklagade honom för att vara rasist mot vita, för misogyni och för att vara antisemitisk. Albumet är tematiskt indelad i två delar; 'Death Side' ("en vision av var vi är idag") och  'Life Side' ("en vision vart vi måste gå"). På albumet finns låten "No Vaseline", ett svar till N.W.A:s 100 Miles and Runnin och även "Black Korea", en låt  om kravallerna i Los Angeles 1992. 1992 tourade Jackson tillsammans med festivalen Lollapalooza.

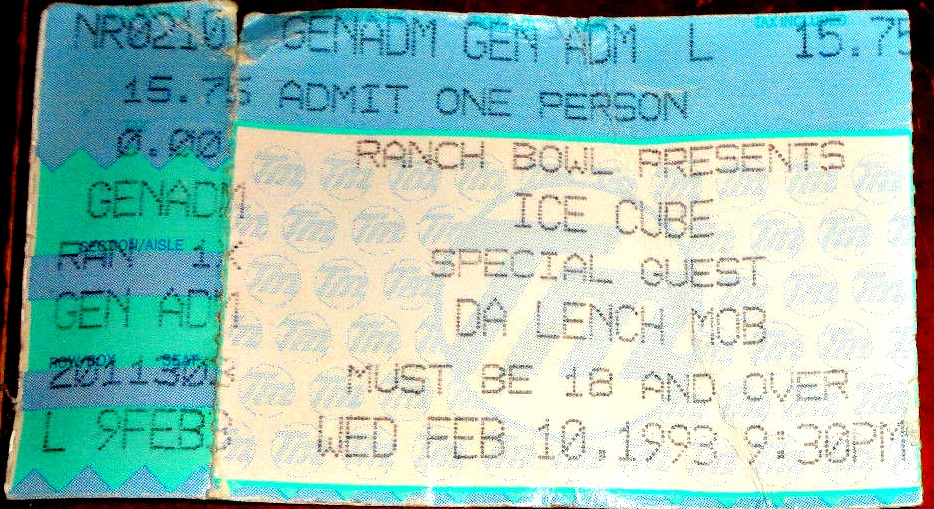
En biljett till en Ice Cube-konsert 1993 i Omaha, Nebraska.

Ice Cube släppte sitt tredje studioalbum The Predator, i november 1992. Albumet refererade mycket till kravallerna i Los Angeles 1992, med albumets första singel "Wicked" rappade han "April 29 was power to the people, and we might just see a sequel". The Predator debuterade på plats #1 på både pop och R&B-listorna, det första albumet att göra så. Singlar från albumet inkluderar "It Was a Good Day" och "Check Yo Self", som båda hade musikvideor. Albumet fick positiv kritik och är fortfarande hans mest framgångsrika kommersiella släpp, med över tre miljoner sålda kopior i USA. I slutet av 1993 släpptes hans fjärde album, Lethal Injection, och representerade hans första försök att imitera g-funk-ljudet skapat av Dr. Dre på hans debutalbum The Chronic, vilket inte blev bra mottaget av kritiker. Han hade flera framgångsrika hits från albumet, inklusive "Really Doe", "Bop Gun (One Nation)", "You Know How We Do It" och "What Can I Do?". Efter 1994 fokuserade Jackson mer på sin filmkarriär och att utveckla andra rappares karriärer, bland annat Mack 10, Mr. Short Khop, Kausion och Da Lench Mob.
1994 återförenades Jackson med den tidigare N.W.A-medlemmen Dr. Dre, som nu var en del av Death Row Records, för låten "Natural Born Killaz". 1998 släppte han sitt femte studioalbum War & Peace Vol. 1 (The War Disc). Den försenade sjätte albumet Volume 2, släpptes 2000. På albumet fanns framträdanden av Westside Connection och även en återförening med Dr. Dre och MC Ren. 2000 var Jackson även med på konserttouren Up in Smoke Tour tillsammans med Dr. Dre, Eminem och Snoop Dogg.
2006 släppte Jackson sitt sjunde soloalbum Laugh Now, Cry Later på Lench Mob Records, och debuterade på plats #4 på Billboard-listorna och sålde 144 000 kopior första veckan. Albumet producerades bland annat av Lil Jon och Scott Storch, som även producerade albumets huvudsingel "Why We Thugs". Han släppte sitt åttonde studioalbum, Raw Footage, den 19 augusti 2008, där den kontroversiella singeln "Gangsta Rap Made Me Do It" fanns.
Den 12 oktober 2009 släppte han en låt kallad "Raider Nation", som en tribut till Oakland Raiders.
Den 11 maj 2010 släppte Ice Cube en dokumentärfilm kallad Straight Outta L.A. för ESPN om förhållandet mellan rapscenen i Los Angeles och Raiders ståndpunkt där.
Den 28 september 2010 släppte han sitt nionde studioalbum I Am the West. På albumet fanns singeln "I Rep That West". Albumet debuterade på plats #22 på Billboard 200 och sålde 22 000 kopior första veckan.
I september 2012 släppte han sin andra låt om Oakland Raiders, "Come and Get It" som en del av Pepsis NFL-kampanj.

## Diskografi

### Studioalbum
- 1990 – AmeriKKKa's Most Wanted
- 1991 – Death Certificate
- 1992 – The Predator
- 1993 – Lethal Injection

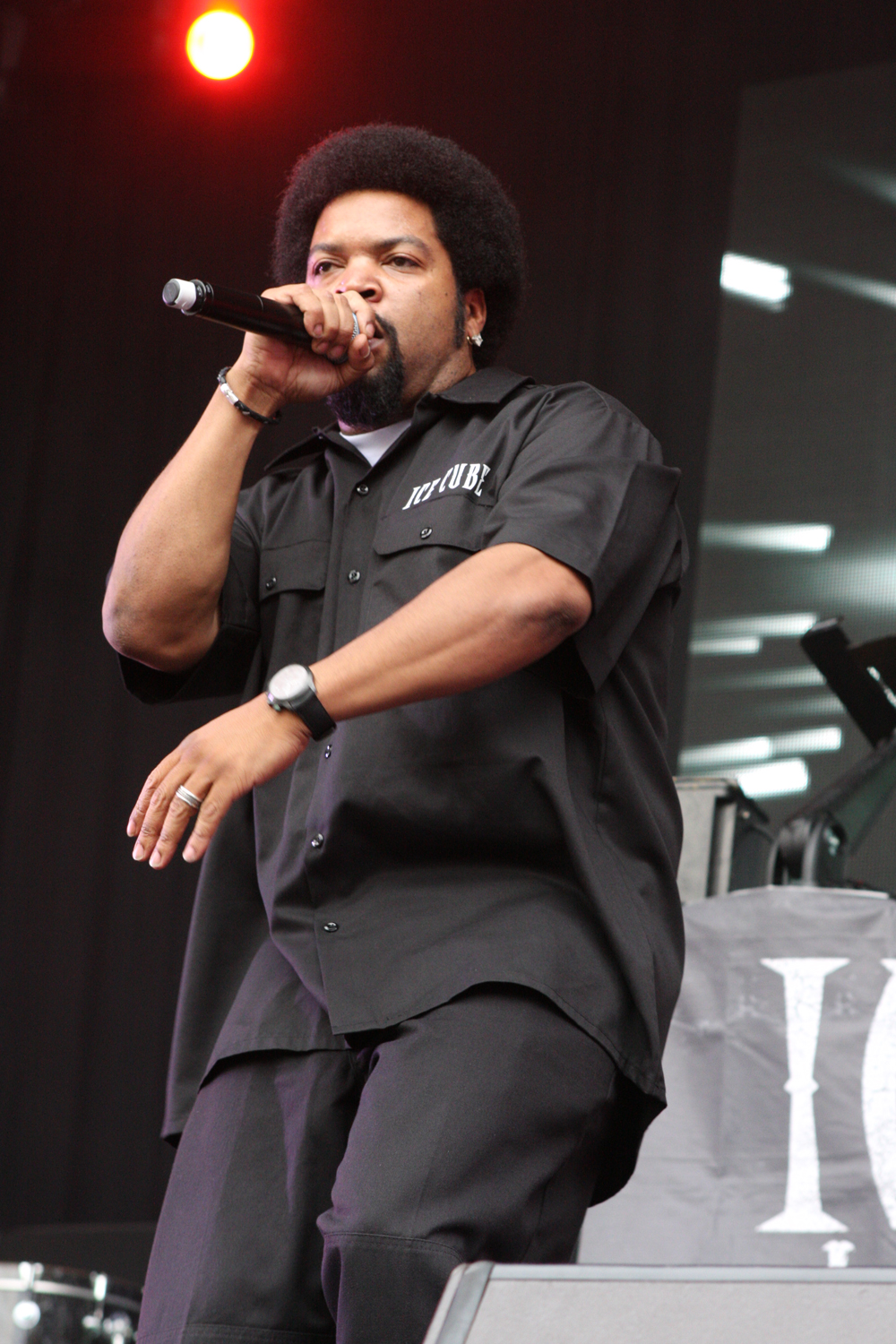
Ice Cube under en konsert i Sydney, 2012.

- 1998 – War & Peace Vol. 1 (The War Disc)
- 2000 – War & Peace Vol. 2 (The Peace Disc)
- 2006 – Laugh Now, Cry Later
- 2008 – Raw Footage
- 2010 – I Am the West
- 2018 – Everythang's Corrupt

### Extended plays
- 1990 – Kill at Will

### Samarbetsalbum
- 1987 – N.W.A. and the Posse (med N.W.A)
- 1988 – Straight Outta Compton (med N.W.A)
- 1996 – Bow Down (med Westside Connection)
- 2003 – Terrorist Threats (med Westside Connection)

## Filmografi

### Filmer
| År   | Titel                          | Regissör | Producent | Manusförfattare | Skådespelare | Roll                        | Noteringar  |
| ---- | ------------------------------ | -------- | --------- | --------------- | ------------ | --------------------------- | ----------- |
| 1991 | Boyz n the Hood                |          |           |                 | Ja           | Darrin "Doughboy" Baker     | Huvudroll   |
| 1992 | Trespass                       |          |           |                 | Ja           | Savon                       | Huvudroll   |
| 1993 | CB4                            |          |           |                 | Ja           | Sig själv                   | Cameoroll   |
| 1994 | Polisbrickan ger inget skydd   |          |           |                 | Ja           | Teddy Woods                 | Huvudroll   |
| 1995 | Livets hårda skola             |          |           |                 | Ja           | Fudge                       | Huvudroll   |
| 1995 | Friday                         |          | Ja        | Ja              | Ja           | Craig Jones                 | Huvudroll   |
| 1997 | Dangerous Ground               |          | Ja        |                 | Ja           | Vusi Madlazi                | Huvudroll   |
| 1997 | Anaconda                       |          |           |                 | Ja           | Danny Rich                  | Huvudroll   |
| 1998 | The Players Club               | Ja       | Ja        | Ja              | Ja           | Reggie                      | Mindre roll |
| 1998 | Tjall på linjen                |          |           |                 | Ja           | Gun Runner                  | Mindre roll |
| 1999 | Three Kings                    |          |           |                 | Ja           | SSgt. Chief Elgin           | Huvudroll   |
| 1999 | Thicker Than Water             |          |           |                 | Ja           | Slink                       | Biroll      |
| 2000 | Next Friday                    |          | Ja        | Ja              | Ja           | Craig Jones                 | Huvudroll   |
| 2001 | Ghosts of Mars                 |          |           |                 | Ja           | James 'Desolation' Williams | Huvudroll   |
| 2002 | All About The Benjamins        |          | Ja        | Ja              | Ja           | Bucum                       | Huvudroll   |
| 2002 | BarberShop                     |          |           |                 | Ja           | Calvin Palmer               | Huvudroll   |
| 2002 | Friday After Next              |          | Ja        | Ja              | Ja           | Craig Jones                 | Huvudroll   |
| 2004 | Torque - på högsta växel       |          |           |                 | Ja           | Trey                        | Huvudroll   |
| 2004 | BarberShop 2: Back in Business |          | Ja        |                 | Ja           | Calvin Palmer               | Huvudroll   |
| 2005 | Are We There Yet?              |          | Ja        |                 | Ja           | Nick Persons                | Huvudroll   |
| 2005 | Beauty Shop                    |          | Ja        |                 |              |                             |             |
| 2005 | xXx 2 - The Next Level         |          |           |                 | Ja           | Darius Stone                | Huvudroll   |
| 2007 | Are We Done Yet?               |          | Ja        |                 | Ja           | Nick Persons                | Huvudroll   |
| 2007 | Friday: The Animated Series    |          | Ja        |                 |              |                             |             |
| 2008 | First Sunday                   |          | Ja        |                 | Ja           | Durell                      | Huvudroll   |
| 2008 | The Longshots                  |          | Ja        |                 | Ja           | Curtis Plummer              | Huvudroll   |
| 2009 | Janky Promoters                |          |           |                 | Ja           | Russell Redds               | Huvudroll   |
| 2010 | Lottery Ticket                 |          | Ja        |                 | Ja           | Jerome "Thump" Washington   | Huvudroll   |
| 2010 | Straight Outta L.A.            | Ja       |           |                 |              |                             |             |
| 2011 | Rampart                        |          |           |                 | Ja           | Kyle Timkins                | Biroll      |
| 2012 | 21 Jump Street                 |          |           |                 | Ja           | Capt. Dickson               | Biroll      |
| 2014 | Ride Along                     |          | Ja        |                 | Ja           | Detective James             | Huvudroll   |
| 2014 | 22 Jump Street                 |          |           |                 | Ja           | Capt. Dickson               | Biroll      |
| 2014 | Manolos magiska resa           |          |           |                 | Ja           | The Candle Maker            | Röstroll    |
| 2015 | Straight Outta Compton         |          | Ja        |                 |              |                             |             |
| 2016 | Ride Along 2                   |          |           |                 | Ja           | Detective James Payton      | Huvudroll   |
| 2016 | BarberShop: The Next Cut       |          |           |                 | Ja           | Calvin Palmer               | Huvudroll   |
| 2017 | xXx: Return of Xander Cage     |          |           |                 | Ja           | Darius Stone                | Cameoroll   |
| 2017 | Fist Fight                     |          |           |                 | Ja           | Mr. Ron Strickland          | Huvudroll   |
| TBA  | Last Friday                    |          | Ja        | Ja              | Ja           | Craig Jones                 | Huvudroll   |

### Television
| År         | Titel                       | Regissör | Producent | Manusförfattare | Skådespelare | Roll              | Noteringar                    |
| ---------- | --------------------------- | -------- | --------- | --------------- | ------------ | ----------------- | ----------------------------- |
| 1994       | The Sinbad Show             |          |           |                 | Ja           | Sig själv         | Avsnitt: The Mr. Science Show |
| 2002       | The Bernie Mac Show         |          |           |                 | Ja           | Sig själv         | Avsnitt: Goodbye Dolly        |
| 2005       | Barbershop: The Series      |          | Ja        |                 |              |                   |                               |
| 2005       | WrestleMania 21             |          |           |                 | Ja           | Sig själv         |                               |
| 2006       | Black. White.               |          | Ja        |                 |              |                   |                               |
| 2007       | Friday: The Animated Series |          | Ja        | Ja              |              |                   |                               |
| 2008       | 30 for 30                   | Ja       |           |                 |              |                   | Avsnitt: Straight Outta L.A.  |
| 2010– 2013 | Are We There Yet?           |          | Ja        |                 | Ja           | Terrence Kingston | Återkommande roll; 20 avsnitt |
| 2017       | The Defiant Ones            |          |           |                 | Ja           | Sig själv         | Dokumentärfilm                |

### Datorspel
| Titel                   | År   | Roll                                                      | Noter       |
| ----------------------- | ---- | --------------------------------------------------------- | ----------- |
| Call of Duty: Black Ops | 2010 | Chief Petty Officer Joseph Bowman/SOG multiplayerannonsör | Röstroll    |
| Doom 3: BFG Edition     | 2012 | Screaming Marines/Infected Carriers                       | Okrediterad |